# Sittellor
Sittellor (Neosittidae) är en liten familj av ordningen tättingar. Familjen består endast av tre arter i släktet Daphoenositta med utbredning i Australien och på Nya Guinea:
- Broksittella (D. chrysoptera)
- Papuasittella (D. papuensis)
- Svart sittella (D. miranda)